# میرا ادل لوگان
میرا ادل لوگان (انگلیسی: Myra Adele Logan؛ 1908 – ۱۳ ژانویهٔ ۱۹۷۷) به‌عنوان نخستین پزشک، جراح و کالبدشناس زن آفریقایی‌تبار شناخته می‌شود که یک جراحی موفق قلب باز را انجام داد. پس از این دستاورد، لوگان تمرکز خود را بر جراحی قلب کودکان معطوف کرد و در توسعه آنتی‌بیوتیک اورئومایسین که برای درمان بیماری‌های باکتریایی، ویروسی و ریکتسی استفاده می‌شد، نقش داشت. عمده فعالیت‌های پزشکی او در بیمارستان هارلم نیویورک صورت گرفت. لوگان در دوران پیش از جنبش حقوق مدنی به دانشکده پزشکی رفت. در آن زمان، اکثر پزشکان زن سیاه‌پوست ناگزیر بودند در مدارس تفکیک‌شده تحصیل کنند.
لوگان همچنین با سازمان‌های انجمن ملی پیشرفت رنگین‌پوستان، فرزندپروری تنظیم‌شده و «کمیسیون تبعیض ایالت نیویورک» همکاری داشت.

## زندگی شخصی

### دوران کودکی و تحصیلات
مایرا آدل لوگان در سال ۱۹۰۸ در توسکیگی، آلاباما، به دنیا آمد. والدینش وارن و آدلا هانت لوگان بودند. او کوچک‌ترین فرزند از هشت فرزند خانواده و خواهر آرتور آر. لوگان بود. مادرش تحصیل‌کرده دانشگاهی بود و در جنبش حق رأی زنان و مراقبت‌های بهداشتی نقش فعالی داشت. پدرش خزانه‌دار و عضو هیئت امنای مؤسسه توسکیگی بود و نخستین عضو هیئت علمیای بود که توسط بوکر تی. واشینگتن انتخاب شد. تحصیلات ابتدایی او در مدرسه آزمایشگاهی توسکیگی، معروف به خانه کودکان، انجام شد. پس از فارغ‌التحصیلی از دبیرستان توسکیگی، وارد دانشگاه تاریخی سیاه‌پوستان، دانشگاه آتلانتا شد و در سال ۱۹۲۷ به‌عنوان شاگرد اول کلاس فارغ‌التحصیل شد. سپس به نیویورک رفت و در دانشگاه کلمبیا، مدرک کارشناسی ارشد روان‌شناسی گرفت. چند سال در انجمن زنان جوان مسیحی (YWCA) در ایالت کنتیکت کار کرد تا اینکه مسیر پزشکی را در پیش گرفت.
لوگان موفق شد «اولین بورس تحصیلی چهار ساله والتر گری کرامپ به مبلغ ۱۰٬۰۰۰ دلار» را دریافت کند که منحصراً برای حمایت از دانشجویان پزشکی آفریقایی‌تبار جهت تحصیل در کالج پزشکی نیویورک طراحی شده بود. او در سال ۱۹۳۳ از دانشکده پزشکی فارغ‌التحصیل شد. لوگان دومین زن سیاه‌پوستی بود که در بیمارستان هارلم نیویورک به‌عنوان کارآموز پزشکی پذیرفته شد و دوره تخصص جراحی را نیز در همان‌جا گذراند.
لوگان در زمان کار در بیمارستان هارلم، با نقاشی به‌نام «چارلز آلستون» آشنا شد و در ۸ آوریل ۱۹۴۴ با او ازدواج کرد. آلستون روی پروژه طراحی دیوارنگاره‌ای در بیمارستان کار می‌کرد و از لوگان به‌عنوان مدل برای اثر خود به‌نام پزشکی نوین استفاده کرد. در این نقاشی روغنی، لوگان به‌عنوان پرستاری که کودکی در آغوش دارد، به تصویر کشیده شده است. هدف این پروژه، نشان‌دادن کمبود پزشکان آفریقایی‌تبار در آن زمان و در عین حال اشاره به نقش مادری که معمولاً به زنان داده می‌شد، بود. آلستون در این اثر، لوگان را در کنار دکتر لوئیس رایت (نخستین پزشک سیاه‌پوست در بیمارستان هارلم) و لویی پاستور به تصویر کشید تا پیشرفت پزشکی غربی را با همکاری حرفه‌ای پزشکان آفریقایی‌تبار و سفیدپوست به نمایش بگذارد. این دیوارنگاره اکنون بازسازی شده و در «گالری بیمارستان هارلم» قابل بازدید است.

### جراحی
لوگان بخش اعظم حرفه خود را به‌عنوان جراح همکار در بیمارستان هارلم گذراند. او حتی پس از پایان دوره رسمی خدمت خود، به‌عنوان جراح در آنجا باقی ماند. همچنین به‌عنوان جراح بازدیدکننده در بیمارستان سیدنهام فعالیت داشت و در عین حال، مطب خصوصی خود را نیز اداره می‌کرد. در سال ۱۹۴۳، لوگان «نخستین زنی بود که عمل جراحی بای‌پس (جراحی قلب باز)» را انجام داد؛ عملی که نهمین مورد از این نوع در جهان بود. از آن زمان، او حرفه خود را وقف جراحی قلب کودکان کرد.

### سال‌های بعد از زندگی
لوگان خارج از دنیای پزشکی، یک پیانیست کلاسیک برجسته بود. پس از بازنشستگی در سال ۱۹۷۰، در «هیئت جبران خسارت کاری ایالت نیویورک» فعالیت کرد. در ۱۳ ژانویه ۱۹۷۷، او در سن ۶۸ سالگی بر اثر سرطان ریه در بیمارستان مونت ساینای درگذشت.